# Eugène Lasnonnier
Eugène Lasnonnier est un homme politique français né le 1er septembre 1817 à Niort (Deux-Sèvres) et mort le 12 mai 1895 à Niort.

## Biographie
Avocat à Niort, il est bâtonnier puis juge suppléant. Il est conseiller municipal puis adjoint au maire de Niort, conseiller d'arrondissement puis conseiller général du canton de Secondigny et député des Deux-Sèvres de 1863 à 1870, siégeant dans la majorité soutenant le Second Empire. Après 1870, il est maire d'Allonne.

## Sources
- « Eugène Lasnonnier », dans Adolphe Robert et Gaston Cougny, Dictionnaire des parlementaires français, Edgar Bourloton, 1889-1891 [détail de l’édition]